# Установа културе „Божидарац–Врачар”
Установа културе „Божидарац - Врачар” ("УК Божидарац") или познатије само као Божидарац је јавна установа основана од стране градске општине Врачар. "Божидарац" баштини наследство НУ Божидар Аџије, а такође подржава и организује различите културне активности у циљу богатијег културног живота на Врачару. Установа културе "Божидарац-Врачар" налази се у улици Радослава Грујића на броју 3, у Београду.

## Историјат
Почеци данашњег "Божидарца" датирају још из 1953. године када је основан Дом културе "Божидар Аџија" који је 1961. прерастао у Народни универзитет "Божидар Аџија" са циљем да се грађани и грађанке оспособе за нова занимања која још увек нису била у формалном систему образовања, а за којима се јавила потреба услед развијања индустрије.
Године 2014. догодила се битна трасформација када је институција због несналажења у транзицији морала да се угаси и да се оснује нова која је звала Центар за образовање и културу "Божидарац-1947". Установа је последњу трансформацију доживела 2022. године када је променила назив у Установа културе Божидарац - Врачар и променила шифру делатности из осталог образовања у уметничко стваралаштво. Нови Статут Установе је донела Скупштина градске оштине Врачар и усагласила га са актуелним Законом о култури.

## Божидар Аџија
Божидар Аџија, по коме је ова институција добила име, био је правник и публициста. На студије права одлази 1910. у Праг, где је и докторирао 1914. године. По повратку у домовину 1914. мобилизован је и до краја Првог светског рата радио је као писар и преводилац у војним судовима у Сињу, Шибенику и Дубровнику. 1919. године због италијанске окупације напушта Далмацију и настањује се у Загребу. Од 1935 члан је КПЈ, а због комунистичке агитације до 1941. више пута је осуђиван и затваран. 9. јула 1941. године усташке власти га стрељају на Максимиру.
1926. године основао је Радничку читаоницу, а 1927. Радничку библиотеку. Од 1925 до 1928. био је главни уредник Радничке заштите, службенога гласника „Средишњег уреда за осигурање радника", и 1928–33. Службене мисли и уредник часописа Знаност и живот и Наших новина (1939). Писао је о политичким, социолошким, економским, културним и филозофским питањима као и о проблемима социјалне политике, радничког покрета, о фашизму, односу Цркве и државе, интелигенције, радницима и другим темама, а објављивао их је у часописима, радничким и страначким гласилима.
26. јула 1945. године проглашен је за народног хероја.

## O установи
Догађаји које се реализују су углавном предавања, изложбе, концерти, позоришне представе у оквиру Позоришта двориште Божидарац али и фестивали различитих тема. У погледу уметности углавном се бави граничном уметношћу насупрот високој.
У 2018. години "Божидарац" је постао придружена чланица Европске асоцијације за образовање одраслих (ЕАЕА) из Брисела, која је глас неформалног образовања одраслих у Европи са 142 организације чланице из 44 државе.
У 2020. године покренут је онлајн програм под именом Божидарац Онлајн, кроз који се организују онлајн предавања, радионице, језички кафе, као и концерти. Током исте године је реализована и онлајн позоришна представа са Позориштем Лектира, са којим сарађује од оснивања овог позоришта 2017. године.

## Понуда
Установе је пружала разне обуке, курсеве, и многе друге образовне и едукативне програме, као што су
- Курсеви

1. Стручно усавршавање
2. Курс за негу лепоте
3. Курсеви језика
4. Рачунари
5. Хотелијерско-угоститељска струка
6. Курс књиговодства Београд[5]

- Занати

1. Угоститељски и прехрамбени занати
2. Занати машинске струке
3. Занати електро струке
4. Занати грађевинске и дрвнопрерађивачке струке
5. Кројење и шивење[6]

- Онлајн курсеви

У оквиру вируталних учионица реализују се online курсеви за куваре, курс књиговодства, курс за веб дизајн, интензивни курс ексела, курс дигиталног маркетинга и курса менаџмента хране и пића. 
- Остала едукација

1. Уметност и хоби
2. Треће доба
3. Семинари[8]

## Простор
Божидарац нуди комплетну инфраструктуру за организацију догађаја у свом простору: изложбе, презентације, конференције, семинаре, трибине, дебате, предавања, корпоративне прославе, концерте, фестивале.
У зависности од потреба, на располагању су галерија или велика концертна сала као и учионице класичног изгледа различитих величина. Поред Божидарца простор користи и Канцеларија за младе градске општине Врачар.